# خایمه اوئلامو
خایمه اوئلامو (اسپانیایی: Jaime Huélamo‎; ۱۷ نوامبر ۱۹۴۸ – ۳۱ ژانویهٔ ۲۰۱۴) دوچرخه‌سوار اهل اسپانیا بود. وی در بازی‌های المپیک تابستانی ۱۹۷۲ شرکت کرده است.